# Alexandru Epureanu
 Alexandru Epureanu (n. 26 septembrie 1986, Chișinău) este un fotbalist moldovean care în prezent evoluează la clubul turc Istanbul B.B. pe postul de fundaș. Epureanu este și actualul căpitan al naționalei de fotbal a Moldovei. Anterior a mai evoluat la echipele Zimbru Chișinău, Sheriff Tiraspol, FC Moscova, Dinamo Moscova, Krîlia Sovetov Samara și Anji Mahacikala.

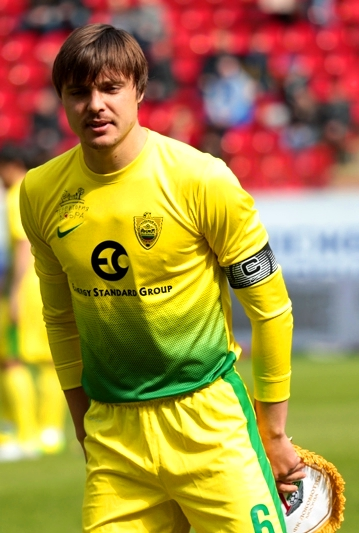
Alexandru Epureanu la Anji Mahacikala în 2014

În 2007 a fost desemnat drept cel mai bun fotbalist din Republica Moldova și tot în acest an se transferă de la Sheriff Tiraspol la FC Moscova pentru o sumă de 1 milion de euro. În 2009 semnează cu Dinamo Moscova pentru un termen de 4 ani.

## Palmares
- Divizia Națională (2): 2004-05, 2005-06
- Cupa Moldovei (2): 2003-2004, 2005-2006
- Supercupa Moldovei (1): 2005
- Cupa Rusiei

Finalist: 2006/2007, 2011/2012
- Fotbalistul moldovean al anului: 2007, 2009
- Cel mai bun fundaș din Divizia Națională: 2006

## Goluri internaționale
| #  | Data              | Stadion                                    | Adversar   | Scor | Rezultat | Competiția                                             |
| -- | ----------------- | ------------------------------------------ | ---------- | ---- | -------- | ------------------------------------------------------ |
| 1. | 24 martie 2007    | Stadionul Zimbru, Chișinău                 | Malta      | 1–1  | 1–1      | Preliminariile Campionatului European de Fotbal 2008   |
| 2. | 12 august 2009    | Stadionul Republican, Erevan               | Armenia    | 4–1  | 4–1      | Meci amical                                            |
| 3. | 3 martie 2010     | Stadionul Antalya Atatürk, Antalya         | Kazahstan  | 1–0  | 1–0      | Meci amical                                            |
| 4. | 16 octombrie 2012 | Stadio Olimpico, Serravalle                | San Marino | 2–0  | 2–0      | Calificările pentru Campionatul Mondial de Fotbal 2014 |
| 5  | 5 martie 2014     | Estadi Comunal d'Andorra la Vella, Andorra | Andorra    | 1-0  | 3–0      | Meci amical                                            |
| 6. | 5 martie 2014     | Estadi Comunal d'Andorra la Vella, Andorra | Andorra    | 3-0  | 3–0      | Meci amical                                            |
| 7. | 12 octombrie 2014 | Otkrîtie Arena, Moscova, Rusia             | Rusia      | 1-1  | 1-1      | Preliminariile Campionatului European de Fotbal 2016   |

## Statistici carieră
La 19 august 2014.
|               |                                  |                   | Campionat | Campionat | Cupă          | Cupă          | Continental | Continental | Total   | Total  |
| Sezon         | Club                             | Campionat         | Meciuri   | Goluri    | Meciuri       | Goluri        | Meciuri     | Goluri      | Meciuri | Goluri |
| Moldova       | Moldova                          | Moldova           | Campionat | Campionat | Cupa Moldovei | Cupa Moldovei | Europa      | Europa      | Total   | Total  |
| ------------- | -------------------------------- | ----------------- | --------- | --------- | ------------- | ------------- | ----------- | ----------- | ------- | ------ |
| 2002-03       | Zimbru Chișinău                  | Divizia Națională | 5         | 0         |               |               | 0           | 0           | 5       | 0      |
| 2003-04       | Zimbru Chișinău                  | Divizia Națională | 24        | 2         |               |               | 3           | 0           | 27      | 2      |
| 2004-05       | Sheriff Tiraspol                 | Divizia Națională | 22        | 0         |               |               | 0           | 0           | 22      | 0      |
| 2005-06       | Sheriff Tiraspol                 | Divizia Națională | 27        | 2         |               |               | 4           | 2           | 31      | 4      |
| 2006-07       | Sheriff Tiraspol                 | Divizia Națională | 17        | 1         |               |               | 4           | 0           | 21      | 2      |
| Rusia         | Rusia                            | Rusia             | Campionat | Campionat | Cupa Rusiei   | Cupa Rusiei   | Europa      | Europa      | Total   | Total  |
| 2007          | FC Moscova                       | Prima Ligă Rusă   | 23        | 0         |               |               | -           | -           | 23      | 0      |
| 2008          | FC Moscova                       | Prima Ligă Rusă   | 24        | 1         |               |               | 3           | 0           | 27      | 1      |
| 2009          | FC Moscova                       | Prima Ligă Rusă   | 25        | 2         |               |               | -           | -           | 25      | 2      |
| 2010          | Dinamo Moscova                   | Prima Ligă Rusă   | 23        | 2         | 2             | 0             | -           | -           | 25      | 0      |
| 2011-12       | Dinamo Moscova                   | Prima Ligă Rusă   | 14        | 1         | 3             | 0             | -           | -           | 17      | 1      |
| 2012-13       | Krîlia Sovetov Samara (împrumut) | Prima Ligă Rusă   | 17        | 1         | 2             | 1             | -           | -           | 19      | 2      |
| 2012-13       | Dinamo Moscova                   | Prima Ligă Rusă   | 7         | 0         | 0             | 0             | -           | -           | 7       | 0      |
| 2013-14       | Anji Mahacikala (împrumut)       | Prima Ligă Rusă   | 7         | 0         | 1             | 0             | 4           | 1           | 12      | 1      |
| 2013-14       | Anji Mahacikala                  | 10                | 2         | 0         | 0             | 4             | 0           | 14          | 2       |        |
| Total         | Moldova                          | Moldova           | 95        | 5         |               |               | 11          | 2           | 106     | 7      |
| Total         | Rusia                            | Rusia             | 150       | 9         | 8             | 1             | 11          | 1           | 169     | 11     |
| Total carieră | Total carieră                    | Total carieră     | 245       | 14        | 8             | 1             | 22          | 3           | 278     | 18     |